# Morpho epistrophus
Morpho epistrophus, denominada comúnmente panambí morotí o morfo blanca, es una especie de lepidóptero ditrisio del género Morpho, de la familia Nymphalidae. Habita en regiones selváticas del este de Sudamérica.

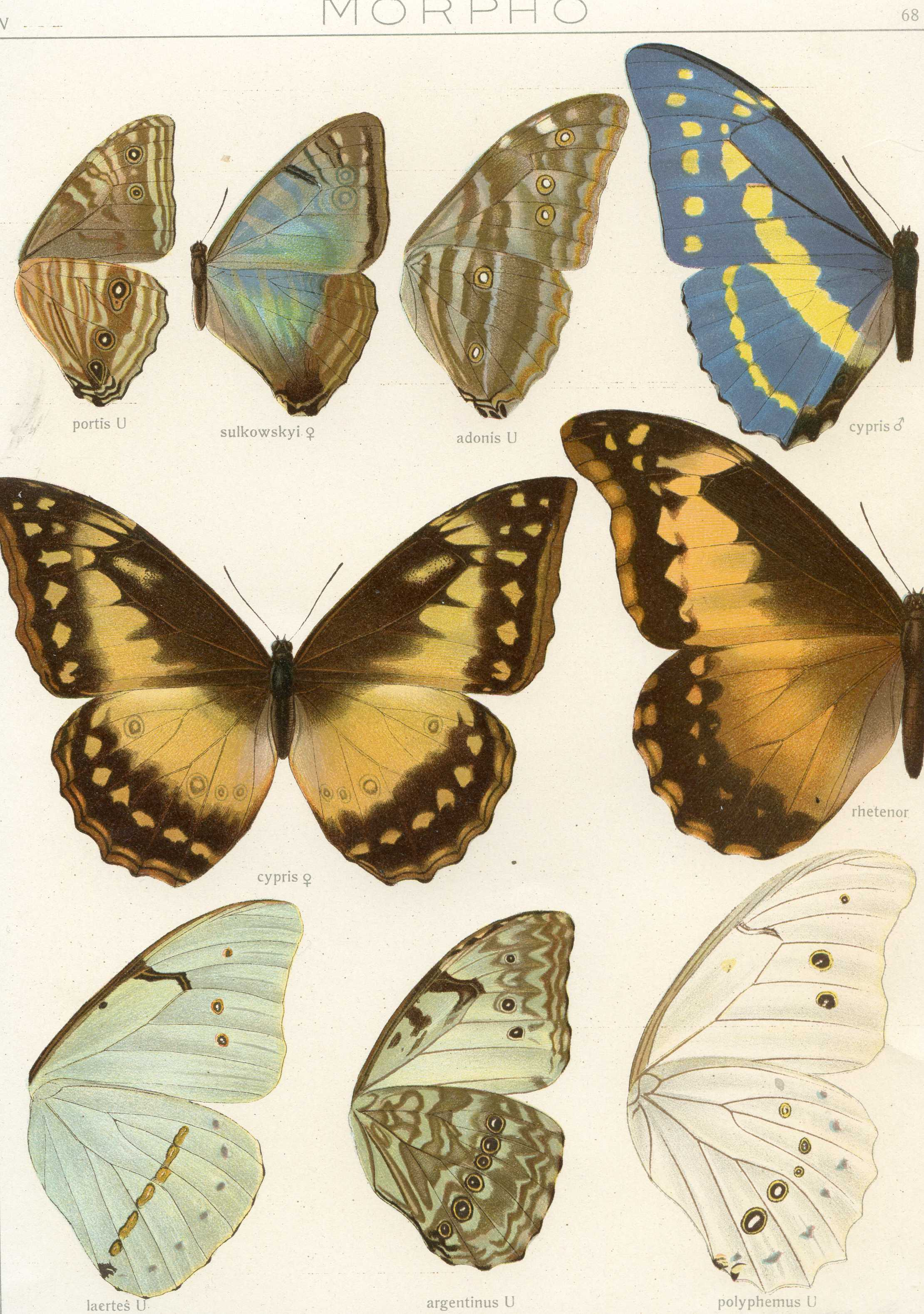
Dibujo de Seitz mostrando las partes ventrales en las subespecies M. e. laertes y M. e. argentinus.

## Taxonomía y características
Esta especie fue descrita originalmente en el año 1796 por el entomólogo y naturalista danés Johan Christian Fabricius, bajo el nombre científico de Papilio epistrophus. La localidad tipo es: Río de Janeiro, Brasil.  
Dentro del género, esta especie se agrupa en el grupo Catenaria, perteneciente al subgénero Morpho Fabricius, 1807.  
Etimología
La etimología de la denominación genérica Morpho proviene del griego morfo, morfous, un sustantivo poético femenino que designaba antiguamente a Venus.  Esta es la razón del porqué en la nomenclatura de sus especies se utiliza el género femenino. El término específico epistrophus hace alusión a un personaje de la Ilíada.
Morpho epistrophus mide 110 mm en el caso de las hembras, y 90 mm. Su coloración general es celeste claro a blanco, dorsalmente con marcas marginales irregulares de tonos parduscos, y ventralmente con una hilera media de ocelos.
Subespecies

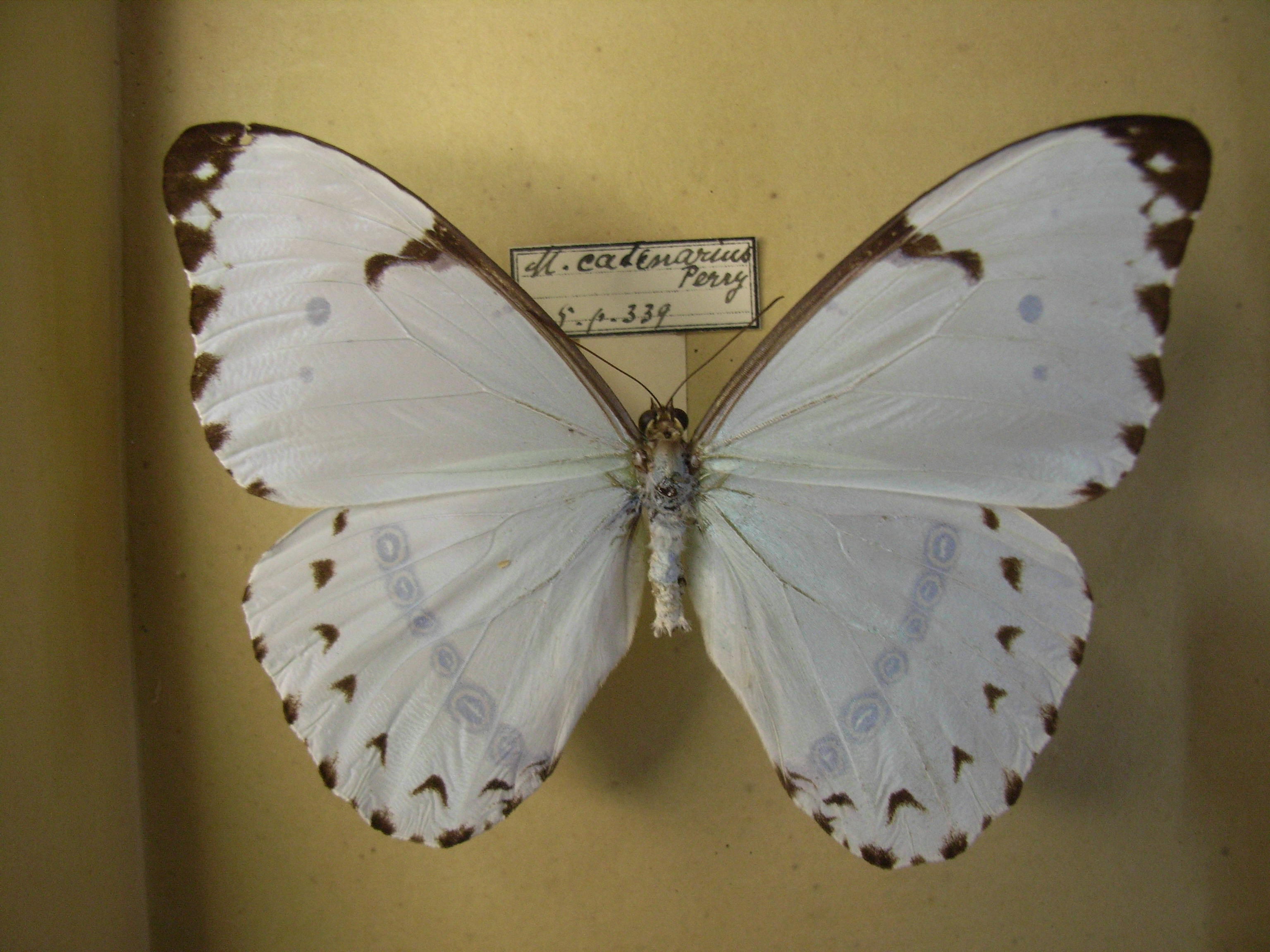
Ejemplar de museo de Morpho epistrophus catenaria, Perry, 1811.

Esta especie se subdivide en 4 subespecies:
- Morpho epistrophus epistrophus (J. C. Fabricius, 1796) = Morpho laertes Drury 1782 –  endémica del Brasil, habita en los estados de: Río de Janeiro, Espírito Santo, Pernambuco, São Paulo y Mato Grosso.
- Morpho epistrophus argentinus Fruhstorfer, 1907 – Característica de la Argentina, Paraguay, Uruguay y el sudeste del Brasil, en Santa Catarina y Río Grande del Sur;
- Morpho epistrophus catenaria G. Perry, 1811 - endémica del Brasil, habita en los estados de Minas Gerais y São Paulo.
- Morpho epistrophus titei E. Le Moult & P. Réal, 1962 - endémica del Paraguay.

## Distribución geográfica
Morpho epistrophus se distribuye en selvas de Sudamérica. Se la encuentra en el este del Brasil, el centro y este del Paraguay, Uruguay y el nordeste de la Argentina, llegando por el sur hasta el nordeste de la provincia de Buenos Aires.

## Biología
Morpho epistrophus es una mariposa grande, llamativa, de vuelo poderoso, lento, ondulante, a baja o media altura, con habituales planeos y bruscos aleteos, generalmente recorriendo senderos en sectores umbríos y húmedos de las selvas donde habita. Se posa sobre frutos fermentados que caen al piso, o sobre excrementos. Al ser asustada se aleja de la amenaza hacia sectores densos volando rápida y erráticamente para desorientar a la fuente de peligro, aumentando la celada posándose de repente para quedar totalmente quieta y con las alas cerradas, confiando en su mimetismo alar ventral.
Especies vegetales hospedadoras
Las larvas u orugas de Morpho epistrophus se alimentan de las hojas de varias especies leñosas, en especial del coronillo (Scutia buxifolia), yerba de bugre (Lonchocarpus nitidus), ingá (Inga vera), Ratonia, Acacia, Sebastiania, Erythroxylum , y Cupania.